# Дрин
Дрин или Дрим (на албански: Drini; Българска литература Дрим; на гръцки: Δρινος), е река в Северна Албания. Дължина 148 km (с дясната съставяща я река Бели Дрин 323 km). Площ на водосборния басейн 12 600 km².

## Етимология
Реката е спомената на български в XIV век като Дрïмъ. Името е антично – Drinius, Trinius (Плиний), Δρεῖνος (Птолемей). Произходът му е илирийски от по-старо *Drūn, от индоевропейското *drū- в староиндийски drāvayate, тече, тича, авестийски dru, тичам с илирийски или албански преход на индоевропейското ū > i, сравнимо с албанското mi, мишка, срещу староиндийското mūš и латинското mūs, албанското mizë, комар, срещу латинското musca, литовското musė, арменското mun, муха.

## Географска характеристика

### Извор, течение, устие
Река Дрин се образува от сливането на двете съставящи я реки Черни Дрин (лява съставяща, 149 km, 3504 km²) и Бели Дрин (дясна съставяща, 175 km, 4964 km²), на 279 m н.в., при град Кукъс. Сега водослива на двете реки е „удавен“ от водите на най-горния язовир от хидрокаскадата „Коман“. След образуването си река Дрин чрез дълго над 50 km и дълбоко на места над 1000 m дефиле проломява южните масиви на Североалбанските планини. По цялото протежение на дефилето е изградена хидрокаскадата „Коман“, състояща се от 3 язовира „Коман“, „Фиерза“ (73 km²) и „Вах Деяс“ (25 km²). При изтичането си от най-долния язовир, при село Миеда, Дрин навлиза в Североалбанската крайбрежна низина и се разделя на 2 ръкава (бифуркация). Левия ръкав (по-маловоден, до 1858 г. е било обратно) под същото име завива на юг, а след град Лежа – на запад и се влива в източната част на Дринския залив на Адриатическо море на 6 km югозападно от град Лежа. Десният ръкав (по-пълноводен) под името Голям Дрин след 15 km се влива отляво в река Буна, която изтича от Шкодренското езеро, и, която (в най-долният си участък служи за граница между Албания и Черна гора) се влива в северозападната част на Дринския залив на Адриатическо море.

### Водосборен басейн, притоци
Водосборният басейн на река Дрин е с площ от 12 600 km². На запад водосборният басейн на Дрин граничи с водосборните басейни на малки и къси реки, вливащи се директно в Адриатическо море, на север и североизток – с водосборните басейни на реките Сава и Велика Морава (десни притоци на Дунав), на изток – с водосборния басейн на река Вардар (от басейна на Егейско море), а на юг и югозапад – с водосборните басейни на реките Семани, Шкумбини и Мати (от басейна на Адриатическо море).
Основни притоци:
- леви – Черни Дрин (149 km, 3504 km²), Серикя, Гомсикя, Гядри;
- десни – Бели Дрин (175 km, 4964 km²), Крума, Скатина, Валбона (51 km, 657 km²), цурай, Шала (36 km, 269 km²), Кир.

### Хидроложки показатели
Река Дрин има предимно дъждовно подхранване, с характерно за региона високо зимно пълноводие и лятно маловодие. При много високо ниво голяма част от водите на Голям Дрин „подпират“ водите на река Буна, навлизат в Шкодренското езеро и повишават неговото равнище. Среден годишен отток при бифуркацията на Дрин 290 m³/sec.

### Флора и фауна
Природата по поречието на Дрин е изключително красива. Тя е местообитание на много хищници. Северно от реката по горното ѝ течение са намира девствената планина Проклетия.

## Стопанско значение, селища
Река Дрин е важен енергиен източник, който носи ползи за албанската икономика. На нея има изградени три язовира с каскади и ВЕЦ-ове които произвеждат по-голямата част от електроенергията на Албания. Язовирите и поречието са рибовъден и риболовен район. в Долното течение водите на реката основно се използват за напояване в крайбрежната Североалбанска низина. Тъй като по-голямата част от долината на реката е много тясна и в значителна степен залята от водите на трите язовира населените места са молко на брой и са предимно села. При сливането на Черни и Бели Дрин е разположен град Кукъс, а преди устието ѝ – град Лежа.

## Историография и литература
Тъй като Охридското езеро чрез река Черни Дрин се оттича в Дрин, а и албанските земи са под българска власт през средновековието, Иван Вазов отбелязва изрично реката, като българска такава. 